# Deutscher Rentenindex
| Kursindex        | Kursindex    |
| ---------------- | ------------ |
| ISIN             | DE0008469107 |
| WKN              | 846910       |
| Symbol           | REX          |
| RIC              | ^GREX        |
| Bloomberg-Code   | REX <Index>  |
| Performanceindex |              |
| ISIN             | DE0008469115 |
| WKN              | 846911       |
| Symbol           | REXP         |
| RIC              | ^GREXP       |
| Bloomberg-Code   | REXP <Index> |

Der Deutsche Rentenindex ist ein Index, der die Wertentwicklung deutscher Staatsanleihen misst. Er wird von der Deutschen Börse als Kursindex (REX) und als Performanceindex (REXP) ermittelt. Beide sind als Marke geschützt.

## Berechnung

### REX-Kursindex
Der REX ist ein Kursindex. Preisänderungen und Zinserträge sind nicht enthalten. Er wird täglich aufgrund der Kassakurse von 30 typischen Anleihen des Bundes und dessen Sondervermögen durch die Deutsche Börse ermittelt. Es werden idealtypische Anleihen mit ganzzahligen Laufzeiten von 1 bis 10 Jahren und je drei Kupontypen von 6 Prozent, 7,5 Prozent und 9 Prozent betrachtet. Die Anleihen sind nach ihrem Marktanteil der letzten 25 Jahre gewichtet. Der Index hat keine Basis, es handelt sich stets um Durchschnittskurse. Der REX wird seit dem 11. Juni 1991 täglich von der Deutschen Börse berechnet. Bei seiner Einführung erfolgte eine Rückrechnung bis 1988 (tägliche Kurse) und bis 1967 (monatliche Kurse).

### REX-Performanceindex
Der REXP ist ein Performanceindex. In die Berechnung fließen neben den Kursen des REX auch Preisänderungen und Zinserträge ein. Er stellt somit den gesamten Anlageerfolg dar. Zur Harmonisierung mit dem deutschen Aktienindex DAX erhielt der REXP am 30. Dezember 1987 die neue Basis 100 Punkte. Die Zeitreihe von 1967 bis 1987 wurde daher umbasiert, so dass diese am 31. Januar 1967 mit 21,24 Punkten beginnt. Der REXP wird seit dem 27. April 1992 täglich von der Deutschen Börse ermittelt. Bei seiner Einführung erfolgte eine Rückrechnung bis 1988 (tägliche Kurse) und bis 1967 (monatliche Kurse). Seit 2008 weist der REXP-Index eine Performance auf, die von der der realen Bundesanleihen abweicht.

## Zusammensetzung
Der deutsche Rentenindex besteht aus 30 Bundesanleihen. Jeder der 30 Kurse wird mit seinem Gewicht multipliziert. Die Summe der 30 gewichteten Kurse ergibt den REX-Gesamtindex.
| Laufzeit (Jahre) | Gewichtung (6 %) | Gewichtung (7,50 %) | Gewichtung (9 %) | Summe  | Gewichteter Kupon |
| ---------------- | ---------------- | ------------------- | ---------------- | ------ | ----------------- |
| 1                | 3,10             | 1,73                | 2,56             | 7,39   | 7,39              |
| 2                | 3,50             | 2,43                | 2,87             | 8,80   | 7,39              |
| 3                | 4,06             | 3,03                | 3,16             | 10,25  | 7,37              |
| 4                | 4,88             | 3,37                | 3,70             | 11,95  | 7,35              |
| 5                | 4,87             | 3,15                | 4,02             | 12,04  | 7,39              |
| 6                | 4,09             | 2,84                | 4,32             | 11,25  | 7,53              |
| 7                | 3,82             | 3,02                | 4,79             | 11,63  | 7,63              |
| 8                | 3,38             | 3,14                | 4,06             | 10,58  | 7,60              |
| 9                | 3,65             | 2,62                | 3,38             | 9,65   | 7,46              |
| 10               | 3,15             | 1,47                | 1,84             | 6,46   | 7,20              |
| Summe            | 38,50            | 26,80               | 34,70            | 100,00 | 7,44              |

## Geschichte

### Historischer Überblick
Der REX-Kursindex startete rechnerisch am 31. Januar 1967 bei 102,09 Punkten. Am 31. August 1981 wurde mit 85,88 Punkten ein Allzeittief ermittelt. Die durchschnittliche Rendite aller im Umlauf befindlichen Bundesanleihen (Umlaufrendite) notierte am 7. September 1981 mit 11,43 Prozent auf einem Allzeithoch.
Auf dem Höhepunkt der Dotcom-Blase am Aktienmarkt stand der REX-Kursindex am 19. Mai 2000 bei 108,47 Punkten. Die Käufer von Anleihen profitierten vom Platzen der Spekulationsblase. Die Nachfrage der Investoren nach Anleihen nahm zu – die Kurse im Rentenindex stiegen. Zusätzlichen Antrieb lieferten die Zentralbanken. Vor allem die US-Notenbank senkte zur Ankurbelung der Wirtschaft mehrmals den Leitzins. In der Folge sanken die Renditen deutscher Staatsanleihen. Am 4. Juli 2005 wurde für den REX-Kursindex ein Wert von 127,38 Punkten ermittelt. Der Gewinn seit Mai 2000 liegt bei 17,4 Prozent.
Mit der Erholung der Aktienkurse zogen Investoren Geld aus Anleihen ab. Der Wirtschaftsboom in Asien und die bessere Konjunktur in Deutschland ließ die Rendite der Bundesanleihen steigen. Die Kurse im deutschen Rentenindex REX fielen bis zum 3. Juli 2008 um 11,4 Prozent auf 112,83 Punkte.
Im Verlauf der internationalen Finanzkrise, die im Sommer 2007 in der US-Immobilienkrise ihren Ursprung hatte, begann der REX-Kursindex wieder zu steigen. Ab Herbst 2008 wirkte sich die Krise zunehmend auf die Realwirtschaft aus. In Folge brachen Aktien und Rohstoffe weltweit ein. Die rasante Nachfrage nach den vermeintlich sicheren deutschen Staatsanleihen ließ deren Rendite fallen.
Eine Haushaltskrise mehrerer Mitgliedstaaten der Eurozone führte 2010 zum Ausbruch der Staatsschuldenkrise im Euroraum. Besonders betroffen ist dabei Griechenland (siehe Griechische Staatsschuldenkrise ab 2010), aber auch andere Länder wie Irland, Spanien, Italien und Portugal. Die Zinsdifferenzen (Risikoaufschläge) fast aller Staatsanleihen der Eurozone zu den Bundesanleihen weiteten sich immer mehr aus. Die Umlaufrendite der deutschen Staatsanleihen notierte am 1. Juni 2012 mit 0,92 Prozent auf einem Allzeittief. Der REX-Kursindex erzielte am 23. Juli 2012 mit 135,73 Punkten ein Allzeithoch. Der Zuwachs seit dem Tiefststand am 3. Juli 2008 liegt bei 20,3 Prozent und seit dem Allzeittief am 31. August 1981 bei 58,0 Prozent.

### Performance
Der REX ist ein Kursindex, Zinserträge sind nicht enthalten. Dadurch ist er nicht für eine langfristige Bewertung der Performance, im Gegensatz zum REXP aber für eine langfristige Betrachtung der Kursentwicklung der beinhalteten Anleihen geeignet. Der deutsche Rentenindex REXP ist dagegen ein Performanceindex. In die Berechnung fließen neben den Kursen auch die Zinserträge ein.
Ein Vergleich der Performance mit dem deutschen Aktienindex DAX ist deshalb nur über die Wertentwicklung des REXP möglich. Der deutsche Aktienindex ist ebenfalls ein Performanceindex, Dividendenzahlungen und Bezugsrechtserlöse sind enthalten. Der DAX startete am 31. Dezember 1987 mit einem Basiswert von 1.000 Punkten. Zur Harmonisierung mit dem DAX erhielt der REXP am gleichen Tag den Basiswert 100 Punkte.
Die Performance des REXP war seitdem schlechter als beim DAX. Der REXP stieg bis zum 31. Dezember 2011 um 323,1 Prozent auf 423,06 Punkte. Die durchschnittliche Jahresrendite liegt bei 6,2 Prozent. Der DAX stieg im selben Zeitraum um 489,8 Prozent auf 5.898,35 Punkte. Die durchschnittliche Jahresrendite beträgt 7,7 Prozent.
Im Vergleich zum volatilen Aktienindex DAX verzeichnete der Rentenindex REXP eine relativ stetige Entwicklung. Verluste traten selten auf. Meistens war der Kupon so hoch, dass er Kursverluste in Jahren mit steigender Rendite überkompensiert hat. Nur in den Jahren 1994 und 1999 erhöhte sich das Renditeniveau kurzfristig so stark, dass die daraus resultierenden Einbussen nicht durch Zinseinnahmen kompensiert werden konnten. Ab einer Anlagedauer von zwei Jahren war eine Investition in Bundesanleihen bisher immer profitabel.

### Höchststände
Die Übersicht zeigt die Allzeithöchststände des REX und REXP.
| Index                | Punkte | Datum                     |
| -------------------- | ------ | ------------------------- |
| REX-Kursindex        | 135,73 | Montag, 23. Juli 2012     |
| REX-Performanceindex | 443,43 | Montag, 10. Dezember 2012 |

### Jährliche Entwicklung

#### REX-Kursindex

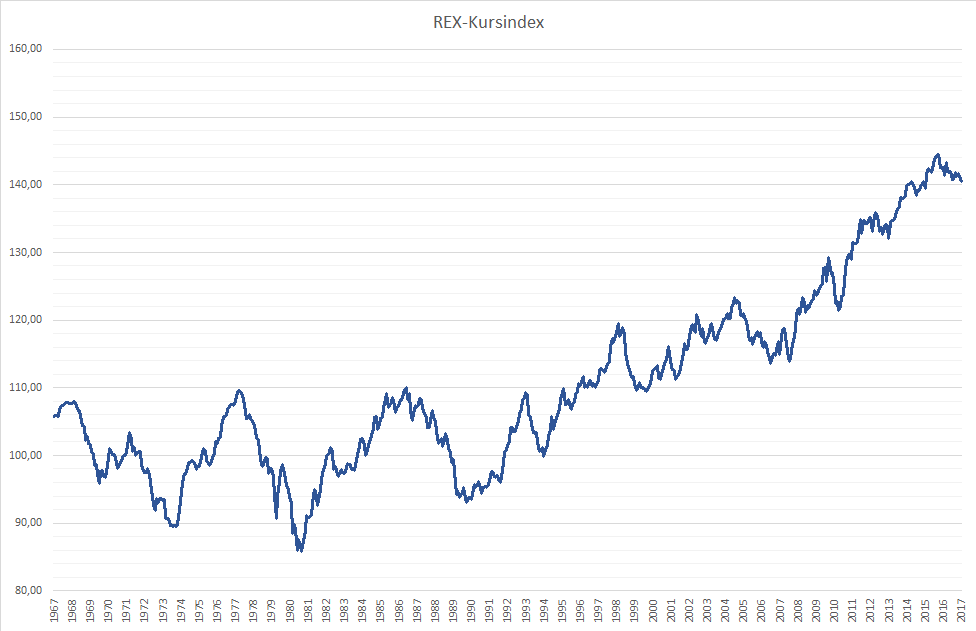
REX-Kursindex 1967–2017

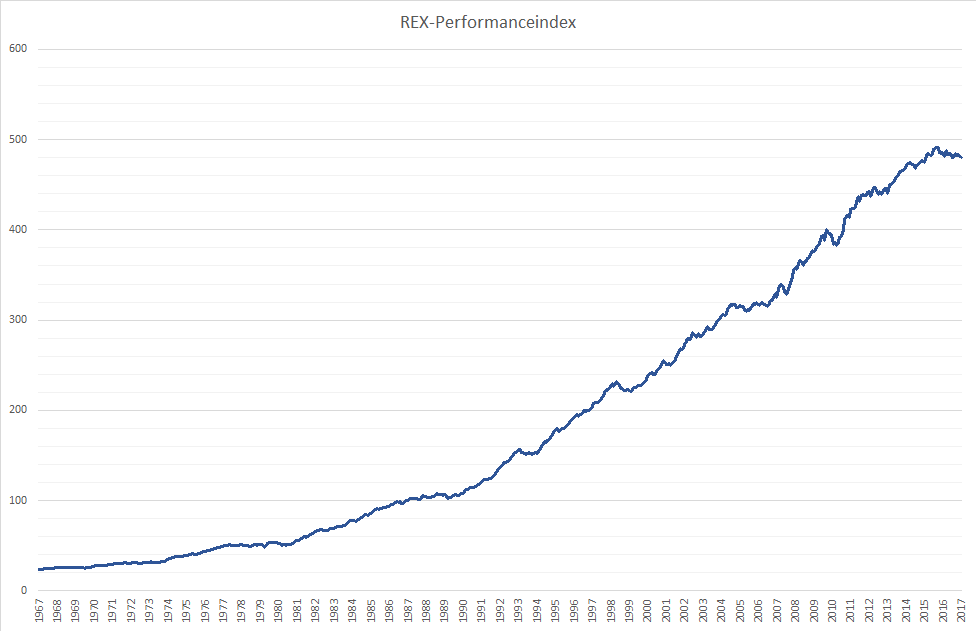
REX-Performanceindex 1967–2017

Nachfolgend sind die jährlichen Höchst-, Tiefst- und Schlussstände sowie die jährliche Performance seit 1967 aufgeführt.
| Jahr | Höchststand | Tiefststand | Schlussstand | Veränderung in % |
| ---- | ----------- | ----------- | ------------ | ---------------- |
| 1967 | 105,90      | 102,09      | 102,09       |                  |
| 1968 | 107,86      | 105,74      | 107,73       | 5,52             |
| 1969 | 107,91      | 101,56      | 101,56       | −5,73            |
| 1970 | 100,62      | 95,83       | 99,55        | −1,98            |
| 1971 | 101,08      | 98,14       | 100,56       | 1,01             |
| 1972 | 103,35      | 97,43       | 97,43        | −3,11            |
| 1973 | 98,03       | 91,83       | 93,28        | −4,26            |
| 1974 | 93,46       | 89,45       | 93,26        | −0,02            |
| 1975 | 99,20       | 96,07       | 98,41        | 5,52             |
| 1976 | 102,04      | 98,55       | 101,80       | 3,44             |
| 1977 | 108,01      | 102,51      | 108,01       | 6,09             |
| 1978 | 109,65      | 104,81      | 104,81       | −2,95            |
| 1979 | 103,71      | 97,33       | 98,02        | −6,48            |
| 1980 | 98,66       | 90,66       | 93,75        | −4,36            |
| 1981 | 93,06       | 85,88       | 90,85        | −3,09            |
| 1982 | 99,86       | 90,80       | 99,86        | 9,92             |
| 1983 | 101,20      | 96,84       | 97,40        | −2,46            |
| 1984 | 102,56      | 97,68       | 102,56       | 5,30             |
| 1985 | 105,74      | 99,96       | 105,49       | 2,86             |
| 1986 | 109,15      | 105,61      | 107,17       | 1,59             |
| 1987 | 109,99      | 105,11      | 107,10       | −0,07            |
| 1988 | 108,44      | 104,12      | 105,03       | −1,93            |
| 1989 | 103,47      | 99,03       | 99,46        | −5,30            |
| 1990 | 97,59       | 93,12       | 93,50        | −5,99            |
| 1991 | 96,35       | 94,28       | 96,35        | 3,05             |
| 1992 | 101,54      | 96,04       | 101,54       | 5,39             |
| 1993 | 109,36      | 102,11      | 109,36       | 7,70             |
| 1994 | 108,92      | 99,90       | 99,90        | −8,65            |
| 1995 | 109,18      | 100,92      | 109,18       | 9,29             |
| 1996 | 110,65      | 106,73      | 110,37       | 1,09             |
| 1997 | 111,70      | 109,99      | 111,01       | 0,57             |
| 1998 | 118,18      | 112,29      | 118,18       | 6,46             |
| 1999 | 119,48      | 110,60      | 110,60       | −6,41            |
| 2000 | 112,62      | 108,47      | 112,48       | 1,70             |
| 2001 | 117,32      | 111,04      | 113,12       | 0,57             |
| 2002 | 117,56      | 110,79      | 117,56       | 3,93             |
| 2003 | 122,14      | 116,16      | 117,36       | −0,17            |
| 2004 | 121,17      | 116,42      | 120,19       | 2,41             |
| 2005 | 127,38      | 119,70      | 120,92       | 0,61             |
| 2006 | 121,46      | 116,26      | 116,78       | −3,42            |
| 2007 | 117,47      | 112,89      | 114,85       | −1,65            |
| 2008 | 122,62      | 112,83      | 121,68       | 5,95             |
| 2009 | 124,81      | 120,07      | 123,62       | 1,59             |
| 2010 | 129,41      | 122,73      | 124,96       | 1,08             |
| 2011 | 131,66      | 120,45      | 131,48       | 5,22             |
| 2012 | 135,73      | 129,72      | 135,11       | 2,76             |
| 2013 | 135,96      | 131,87      | 132,11       | −2,22            |
| 2014 | 139,67      | 132,08      | 139,67       | 5,73             |
| 2015 | 140,52      | 138,37      | 139,52       | −0,11            |
| 2016 | 144,47      | 141,46      | 142,50       | 2,14             |
| 2017 | 143,32      | 140,53      | 140,53       | −1,38            |

#### REX-Performanceindex
Nachfolgend sind die jährlichen Höchst-, Tiefst- und Schlussstände sowie die jährliche Performance seit 1967 aufgeführt.
| Jahr | Höchststand | Tiefststand | Schlussstand | Veränderung in % |
| ---- | ----------- | ----------- | ------------ | ---------------- |
| 1967 | 23,43       | 21,24       | 23,43        |                  |
| 1968 | 25,52       | 23,58       | 25,52        | 8,92             |
| 1969 | 25,98       | 25,49       | 25,76        | 0,94             |
| 1970 | 27,17       | 25,21       | 27,17        | 5,47             |
| 1971 | 29,49       | 27,72       | 29,49        | 8,54             |
| 1972 | 31,12       | 30,21       | 30,69        | 4,07             |
| 1973 | 31,70       | 30,22       | 31,70        | 3,29             |
| 1974 | 34,31       | 31,28       | 34,31        | 8,23             |
| 1975 | 38,94       | 35,56       | 38,94        | 13,49            |
| 1976 | 43,28       | 39,48       | 43,28        | 11,14            |
| 1977 | 49,15       | 43,84       | 49,15        | 13,56            |
| 1978 | 50,99       | 49,73       | 50,99        | 3,74             |
| 1979 | 51,25       | 49,41       | 51,25        | 0,51             |
| 1980 | 53,90       | 48,32       | 52,84        | 3,10             |
| 1981 | 55,52       | 50,14       | 55,52        | 5,07             |
| 1982 | 65,83       | 55,86       | 65,83        | 18,57            |
| 1983 | 69,06       | 66,28       | 69,06        | 4,91             |
| 1984 | 78,17       | 69,69       | 78,17        | 13,19            |
| 1985 | 86,19       | 77,10       | 86,19        | 10,26            |
| 1986 | 93,62       | 86,78       | 93,62        | 8,62             |
| 1987 | 100,00      | 95,11       | 100,00       | 6,81             |
| 1988 | 105,31      | 101,00      | 104,66       | 4,66             |
| 1989 | 107,62      | 103,01      | 106,64       | 1,89             |
| 1990 | 108,14      | 102,23      | 108,14       | 1,41             |
| 1991 | 120,22      | 109,78      | 120,22       | 11,17            |
| 1992 | 136,34      | 122,52      | 136,34       | 13,41            |
| 1993 | 156,33      | 137,87      | 156,33       | 14,66            |
| 1994 | 156,37      | 150,78      | 152,40       | −2,51            |
| 1995 | 177,84      | 154,84      | 177,84       | 16,69            |
| 1996 | 191,26      | 177,06      | 191,26       | 7,55             |
| 1997 | 203,81      | 192,84      | 203,81       | 6,56             |
| 1998 | 226,72      | 207,20      | 226,72       | 11,24            |
| 1999 | 229,95      | 221,59      | 222,31       | −1,95            |
| 2000 | 237,62      | 220,30      | 237,55       | 6,86             |
| 2001 | 257,77      | 237,55      | 250,91       | 5,62             |
| 2002 | 273,54      | 248,49      | 273,54       | 9,02             |
| 2003 | 289,49      | 272,40      | 284,72       | 4,09             |
| 2004 | 305,73      | 284,43      | 303,80       | 6,70             |
| 2005 | 327,65      | 304,24      | 316,20       | 4,08             |
| 2006 | 320,67      | 308,78      | 317,05       | 0,27             |
| 2007 | 331,44      | 312,91      | 325,02       | 2,51             |
| 2008 | 360,66      | 325,07      | 357,99       | 10,14            |
| 2009 | 378,74      | 355,89      | 375,62       | 4,92             |
| 2010 | 400,87      | 373,27      | 390,67       | 4,01             |
| 2011 | 423,06      | 380,13      | 423,06       | 8,29             |
| 2012 | 443,43      | 419,43      | 442,69       | 4,64             |
| 2013 | 447,77      | 435,64      | 440,54       | −0,49            |
| 2014 | 471,87      | 440,52      | 471,82       | 7,10             |
| 2015 | 477,20      | 468,58      | 474,24       | 0,51             |
| 2016 | 491,66      | 481,03      | 485,31       | 2,33             |
| 2017 | 488,38      | 480,42      | 480,68       | −0,95            |